# Kavajë
Kavajë, Kavaja – miasto w zachodniej Albanii, stolica okręgu Kavajë. Według danych z 2003 r. miasto liczy 28 200 mieszkańców; pod względem wielkości jest dziesiątym miastem w Albanii. 95% mieszkańców miasta to muzułmanie.
W latach 1990–1991 miasto było centrum protestów antykomunistycznych. W okresie zamieszek w 1997 r. pozostało jednym z najspokojniejszych miast w całej Albanii, a to dzięki cywilnym patrolom, zorganizowanym przez władze religijne.
W tym mieście urodził się piłkarze: Skerdilaid Curri, Andi Lila oraz Altin Lala.
W mieście znajduje się siedziba klubu Besa Kavajë, grającego w najwyższej klasie rozgrywek ligowych w Albanii.